# Carcano (puška)
Carcano (též Mannlicher-Carcano nebo Paravicini-Carcano) je název užívaný pro označení výrobní řady italských opakovacích vojenských pušek.

## Historie

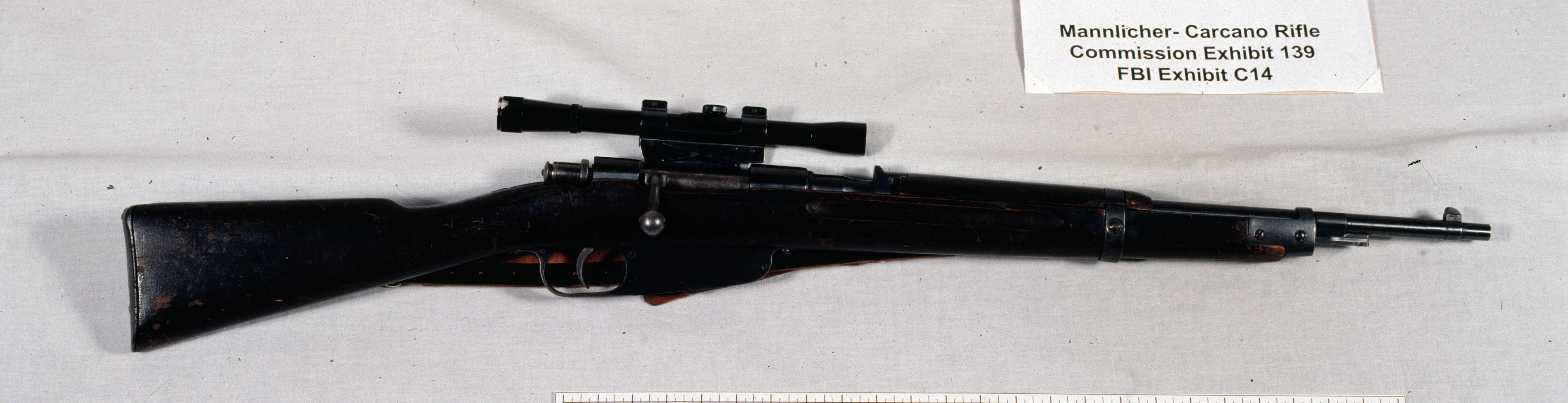
Puška Carcano údajně použitá Lee H. Oswaldem při atentátu na JFK

Zbraň využívala jako základ závěrový mechanismus pušky 88 a nábojovou schránku rakouského systému Mannlicher. Tato puška byla vyvinuta šéfkonstruktérem Italské armádní zbrojovky v Turíně podplukovníkem Salvatorem M. Carcanem roku 1890 a plukovníkem Paravicinim. Její první výrobní verze byla nazvána jako Model 1891 (M 91). Představena byla roku 1891 a byla upravena pro použití nového typu bezokrajových nábojů 6,5 x 52 mm Mannlicher-Carcano. Nábojová schránka má kapacitu šest nábojů.
Pušky série Carcano byly produkovány mezi lety 1892-1945, přičemž nahradily dříve používané pušky Vetterli-Vitali ráže 10,35 x 47 mmR. Pušky a karabiny Carcano tvořily hlavní pěchotní výzbroj italské armády během první světové a druhé světové války.

## Varianty
- Fucile di Fanteria Mo.1891 – dlouhá pěchotní puška M 1891, přijata do výzbroje roku 1891

- Moschetto Mo.91 da Cavalleria – karabina M 1891 vybavená sklopným jehlovým bodákem, přijata do výzbroje roku 1893

- Moschetto per Truppe Speciali Mo.91 – karabina M 91 T.S. pro speciální jednotky, přijata do výzbroje roku 1897

- Moschetto di Fanteria Mo. 91/24 – karabina M 91/24, modifikace původní verze Mo.1891 se zkrácenou hlavní, přijata do výzbroje roku 1924

- Moschetto di Fanteria Mo. 91/28 – karabina M 91/28 s novou konstrukcí, přijata do výzbroje roku 1928

- Moschetto di Fanteria Mo. 91/28 con Tromboncino – modifikovaná verze karabiny M 91/28 doplněná o 38,5 mm granátomet

- Fucile di Fanteria Mo. 1938 – krátká puška M 1938, modernizovaná verze přijatá v roce 1938 používající nový náboj ráže 7,35 mm, kapacita 5 nábojů, fixní hledí pro střelbu na 200 metrů

- Moschetto di Fanteria Mo. 91/38 – krátká puška M 1938 používající starý náboj ráže 6,5 mm

- Fucile di Fanteria Mo. 91/41 – dlouhá pěchotní puška M 91/41, podobná původní Mo.1891, přijata do výzbroje v roce 1941

## Zajímavosti
Tuto pušku údajně použil Lee Harvey Oswald při atentátu na Kennedyho.